# Enguídanos
Enguídanos es un municipio y localidad española de la provincia de Cuenca, en la comunidad autónoma de Castilla-La Mancha. Está situado en el este de la provincia, en una zona perteneciente a la Serranía Baja conquense y próxima a La Manchuela. La altitud media del municipio es de 774 m sobre el nivel del mar y cuenta con una extensión de 165,35 km². En 2020 el municipio contaba con una población empadronada de 337 habitantes (INE, 2020).
Este municipio hunde sus raíces en los yacimientos celtíberos que se encuentran en él, especialmente en el cerro de Cabeza Moya, haciendo de la riqueza de sus montes y ríos un lugar para el desarrollo de las poblaciones. Especialmente importante fue la Edad Media para el desarrollo del pueblo, cuando se construyó su castillo-fortaleza en el siglo XI por los árabes, y conquistado un siglo después por Alfonso VIII de Castilla, el mismo rey que al conquistar Cuenca en el año 1177, dio paso a reconquistar los territorios del Cabriel bajo la Corona de Castilla, quedando Enguídanos bajo el control del Obispado de Cuenca. Más importantes fue la condición de villa que se le dio a Enguídanos en 1555,  antes aldea de Cuenca. También es relevante la detallada descripción que se hizo de la villa en las Relaciones Topográficas de Felipe II. Las guerras carlistas dejaron huella en este municipio, y tuvo gran despliegue arquitectónico y ferroviario con la llegada de la Segunda República y durante la dictadura de Franco.
Enguídanos conserva un importante patrimonio histórico y natural, siendo especialmente importantes el monumento natural de las Chorreras del Cabriel, foco de turismo para el pueblo. Es una zona natural formada por saltos, cascadas y pozas de agua cristalina formados por el río Cabriel.

## Toponimia
Sobre el origen del nombre se puede hacer referencia a la toponimia más aceptada popularmente, de procedencia griega, con su significado “lugar de abundancia de aguas”. Si bien, algunos autores han utilizado el topónimo de “Ciguedaños”, cuyo significado es sinónimo de "Cien Arroyuelos". No obstante, en las  Relaciones Topográficas de Felipe II se atiende únicamente al nombre de Enguídanos como único del municipio: 

"Dixeron: que este pueblo se llama Enguídanos, e que no entienden que se haya llamado de otro nombre ninguno, porque en el libro del Becerro, que está en los archivos de Cuenca, donde están las cosas antiguas de este obispado, se (gún) han oído decir que se hace memoria de este logar por este mismo nombre Enguídanos.”

Existen otras posibilidades basándonos en su antigüedad prerromana o en sus característica orográficas y paisajísticas:
- Como topónimo celtibérico, de “Enki-tanos” cuyo significado sería “habitantes del lugar de Enki”. Enki, conocido también como Ea, es el dios sumerio de las Aguas y la Fertilidad, asociado con las constelaciones de Acuario y Capricornio (representado con cabeza de cabra y cola de pez), guardando un paralelismo con el río Cabriel que fluye por el territorio.
- Topónimo asociado a Enguera o Anguita, cuya toponimia prerromana conduce a la palabra vasca "anguia", equivalente a “pastos, pastizal o dehesa”.
- Topónimo asociado a la vegetación existente en el lugar. Una "enguita" en euskera es un Gamonar o lugar poblado de gamones, planta liliácea en forma de espada que también existe en el término y del que se tiene el topónimo, “El Gamonar”, camino a La Pesquera.
- Topónimo asociado a los yesos, mineral muy abundante en su término. Del griego “gýpsos”, del latín “gypsum”, del árabe “gibs”, deriva al catalán y valenciano en "Guix”(yeso), “Enguixar” (enyesar). Enguídanos significaría “los que habitan en los yesos”.
- Topónimo asociado al Guitón o Guitones, como se denomina el lugar dentro del mismo pueblo donde se encuentran las fuentes de San Blas y Carica y tres antiguos barrancos que vertían antaño sus aguas. El significado sería "habitantes entre guitones (fuentes o arroyuelos)".[6]

## Geografía física

### Ubicación y descripción

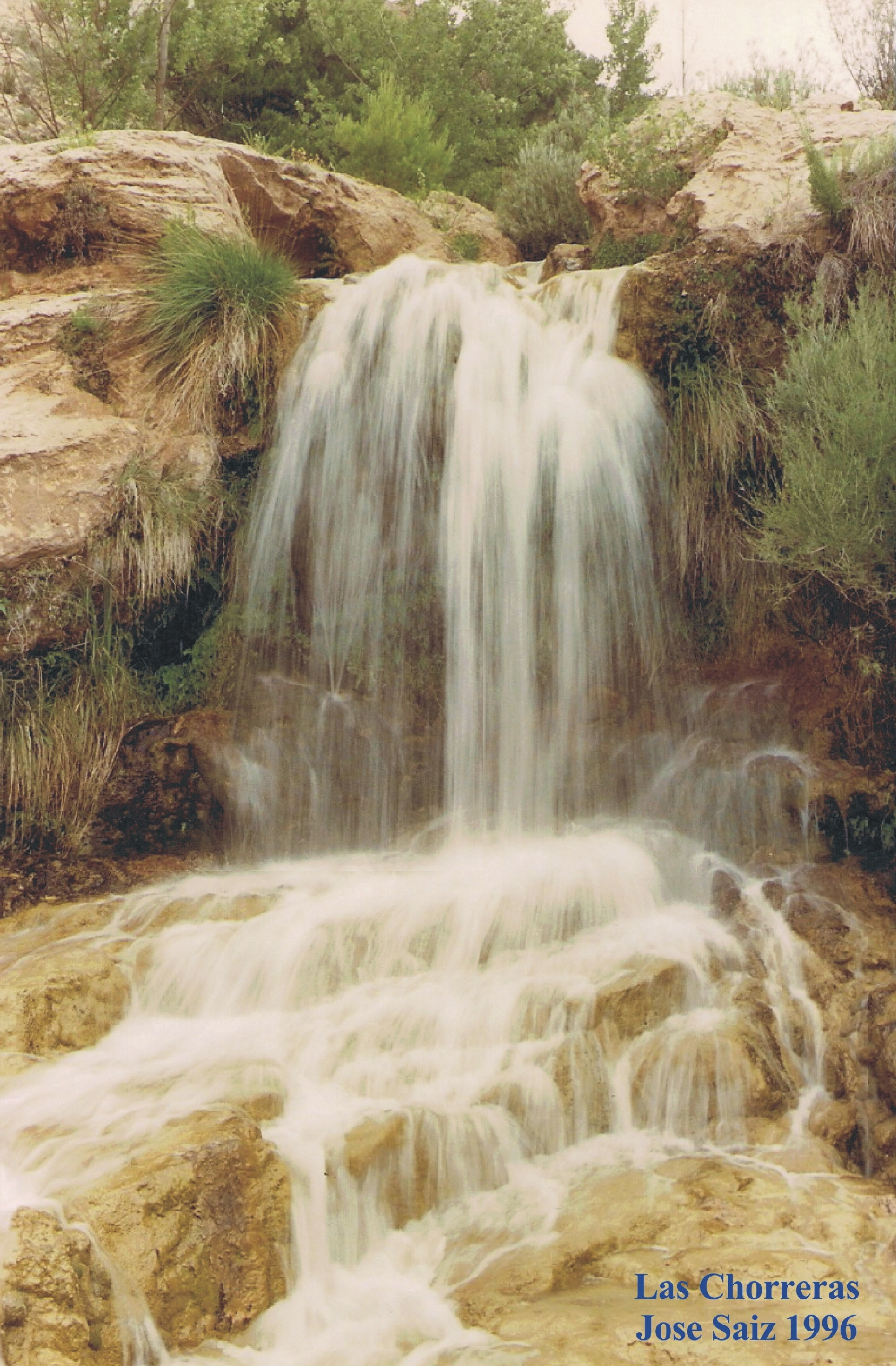
Cascada de las chorreras

El contexto geográfico y climático de Enguídanos es el de la Serranía Baja de la serranía de Cuenca, una de las sierras que componen el Sistema Ibérico, en la zona este y central de la península homónima. El municipio se encuentra a orillas del río Cabriel, sobre una montaña rocosa. Se encuentra a 85 km de Cuenca, 164 km de Valencia y 230 km de Madrid. 
El centro de población y el casco urbano se encuentra entre el cerro del castillo y la Peña Horadada, y está situado a 774 m sobre el nivel del mar. El punto costero más cercano se encuentra a 122,14 km de Enguídanos, situado en la provincia de Valencia.
Las chorreras del Cabriel fueron declaradas monumento natural el 18 de junio de 2019, mediante un decreto publicado el 1 de julio de ese mismo año en el Diario Oficial de Castilla-La Mancha con la rúbrica del presidente de la comunidad autónoma, Emiliano García-Page, y del consejero de Agricultura, Medio Ambiente y Desarrollo Rural, Francisco Martínez Arroyo.

### Municipios limítrofes
| Noroeste: Cardenete            | Norte: Villora           | Noreste: Narboneta                 |
| Oeste: Paracuellos de la Vega  |                          | Este: Mira                         |
| Suroeste: Campillo de Altobuey | Sur: Puebla del Salvador | Sureste: La Pesquera y Minglanilla |

### Hidrografía y orografía
Cinco son los ríos que riegan el término municipal de Enguídanos: el río Cabriel y sus cuatro afluentes el río Guadazaón, el río Narboneta (o Henarejos), el río San Martín (o Víllora), y el río Mira (u Ojos de Moya).

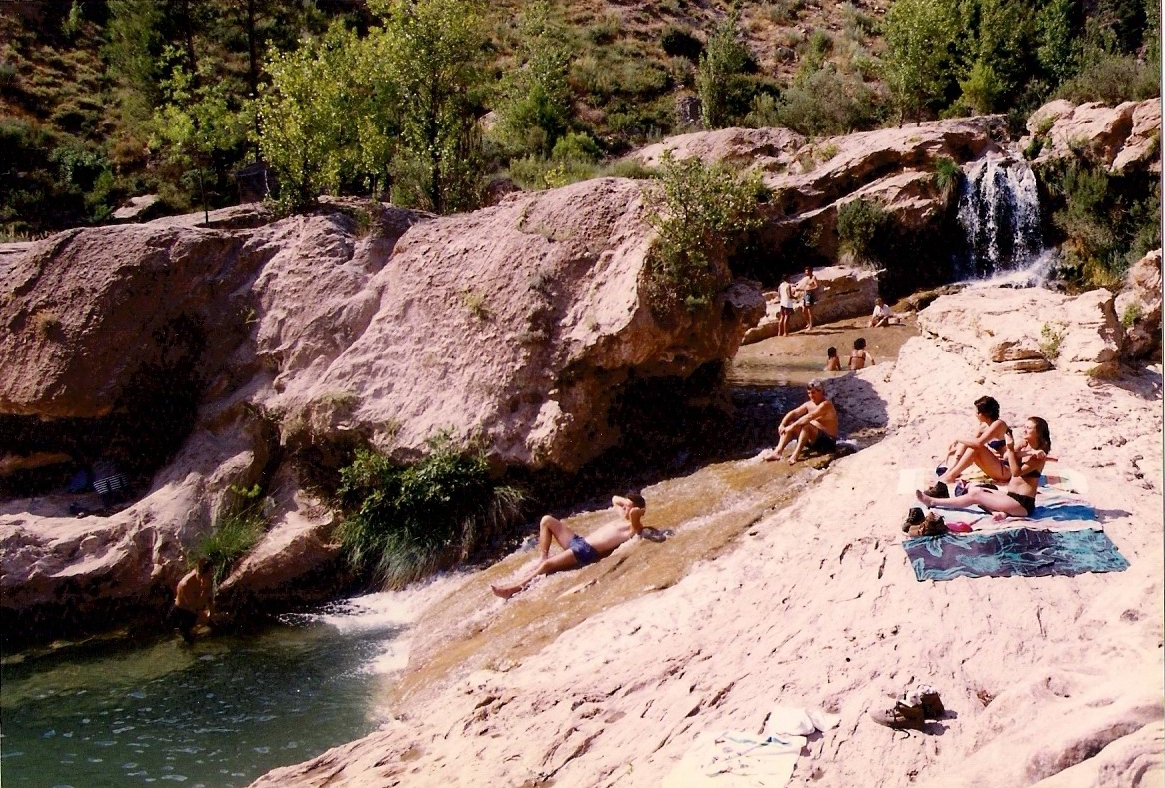
Las Chorreras

El pueblo está rodeado por montes de la estribación final de la Serranía Baja conquense: La Losilla, Matallana, Azagrado, Pinos Altos, Maraña, Las Ramblas y Dehesa Boyal, que ocupan casi 100 km². El paisaje local, abrupto y sinuoso, ofrece distintas hoces o cañones de gran belleza como la hoz del Agua, la Hoz Cerrada, la hoz del río Guadazaón, la hoz del río Mira, la hoz de la Virgen o río San Martín y la hoz del Perejil. Tres embalses se usan para la producción de energía eléctrica: el Batanejo, el Salto de Víllora y el pantano de Contreras.
A unos 5 km de la población (y en dirección a Cardenete), junto a la Central Hidroeléctrica Lucas de Urquijo, se encuentra uno de los parajes naturales más visitados: las Chorreras del Cabriel, declarado monumento natural en 2019. Se trata de un tramo del cauce del río Cabriel donde el agua ha ido tallando sobre la piedra caliza un paraje excepcional y único.

## Naturaleza
Los cultivos agrícolas se reparten entre las tradicionales huertas de regadío; los de tipo leñoso, como viñedos, almendros y olivos; y los de secano. La ganadería es escasa, menguada con el devenir de los tiempos y la emigración hacia las grandes ciudades. La vegetación autóctona, como en el resto de la zona, está representada principalmente por pinos de distintas variedades (negral, carrasco y rodeno), carrascas y encinas, chopo canadiense y matorral mediterráneo de espartos, coscojas, romeros, madroñeras, tomillos, etc., y en época otoñal el bosque se viste de una gran variedad de especies micológicas destacando el revollón o níscalo, champiñón silvestre, seta de cardo y las negrillas. 

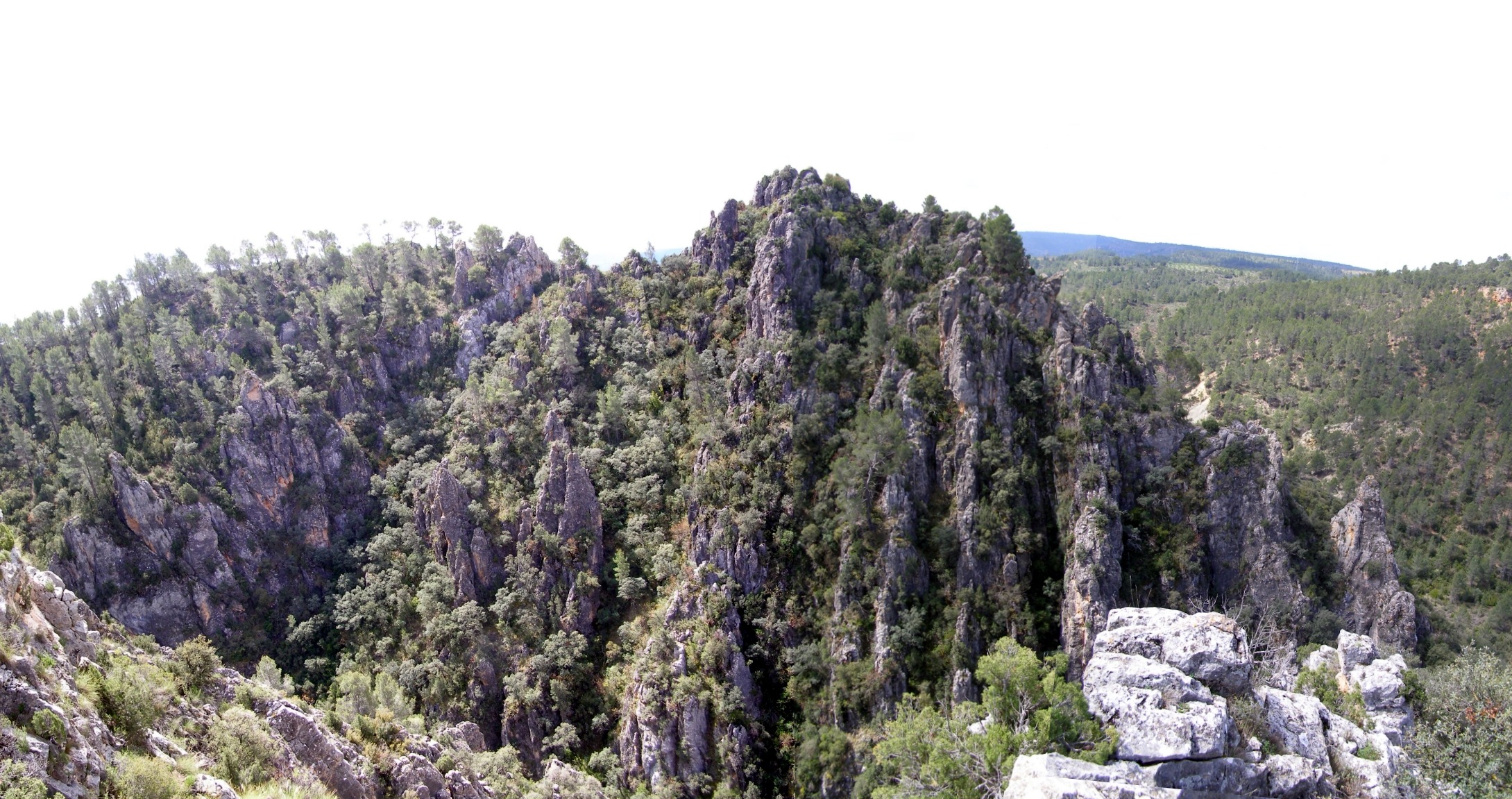
Castil de Olivas

Enguídanos posee una rica y variada cinegética y cuenta con más de siete cotos de caza menor y dos cotos de caza mayor. En su territorio abundan los jabalíes, liebres y zorros, así como numerosas aves, siendo en época primaveral y estival refugio para la reproducción de vencejos.
Los proyectos de biodiversidad y desarrollo sostenible realizados muestran el trabajo que está desarrollando el municipio para dar a conocer el rico patrimonio natural, su patrimonio cultural y las diversas actuaciones en materia de mejora del medio ambiente, formación, concienciación y sensibilización ambiental.

## Historia[12]

### Edad Antigua
Diversos yacimientos del ámbito ibérico y celtibérico, así como romano, dan cuenta de la relevancia que tuvo todo el Valle del Cabriel durante esta época. Tras la  Revolución neolítica y la Edad del Hierro, este territorio quedó unificado bajo el desarrollo de la utilización de la metalurgia, la lengua y un régimen de subsistencia pastoril, aunque dividida en varios grupos culturales, estando sumido este término en la Celtiberia. En este espacio histórico tiene cabida la ocupación de uno de los yacimientos más importantes y antiguos del municipio, ubicado en el cerro de Cabeza Moya, a cuyas faldas se encuentra el transcurso de las aguas del río Cabriel. En la cima se encuentra un asentamiento celtíbero, elegido por cercanía al río y, sobre todo, por su altura y difícil acceso, lo que fue una ventaja para la defensa del poblado frente a otros grupos humanos. Este yacimiento se encuentra a una distancia de dos kilómetros del centro del municipio, y es de especial relevancia para las festividades, pues el 12 de octubre de cada año tiene lugar el "Keltiber" o fiesta de la Celtiberia.
Ya en época romana, y al igual que otros asentamientos a lo largo de la Serranía de Cuenca, este territorio se vio envuelto en las llamadas guerras celtíberas, enfrentándose estos grupos celtíberos a la República romana. Una vez vencidos y desarrollándose la conquista romana en torno al 218 a. C., la zona de la Celtiberia pasó a formar la provincia Carthaginense, manteniendo con ello su nombre. Dentro de la Celtiberia y de la subdivisión que los romanos llevaron a cabo, el territorio perteneciente al actual municipio quedó enmarcado dentro de los límites de la Bastetania con la Lobetania. Los cauces de los ríos como el Cabriel, el San Martín y el río Mira, sirvieron para la creación de vías secundarias ibérico-romanas como se ha podido constatar en los caminos entre los yacimientos a lo largo de toda su red hidrográfica. Por el término de Enguídanos se sitúan el trazado de la vía de Zaragoza hasta Iniesta (conocida como Itinerario XXXI de Antonino) y otras vías secundarias de este a oeste (como el Camino de la Mancha).
Se evidencia una forma de vida estaba basada en la caza y el pastoreo y el aprovechamiento de las encajonadas tierras de regadío en los cauces de sus hoces y de sus ríos. El cultivo de secano se irá haciendo extensivo con el tiempo. Los recursos mineros abundantes en la zona como el hierro, los yesos (entre ellos el llapis specularis o espejuelo) y la sal, debieron ser explotados desde muy antiguo.
En esta zona sitúa Ptolomeo en su “Geográphika” lugares bastetanos como Pucialia, Turbula, y Salaria (presumiblemente Iniesta), fronterizos con territorio lobetano. Entre Enguídanos e Iniesta y en el término de La Pesquera (que fue aldea de Enguídanos hasta el siglo XVII), se han localizado las minas de Egelasta que Plinio describe por la pureza y transparencia de sus piedras de sal.

### Edad Media
Al igual que el resto de la península, la historia medieval del municipio comienza con la llegada de las invasiones bárbaras y el establecimiento del reino visigodo. No obstante, los años especialmente destacables para el municipio por la huella histórica que han dejado fueron los años del Al-Ándalus, con su inicio en el año 711. La conquista de Enguídanos llegará unos años más tarde. El vestigio más importante que deja esta época es el Castillo, situado en el cerro central del pueblo, fue edificado por los árabes durante el siglo XI, en plena relación con el inicio de los llamados reinos de taifas, una vez desaparecido el dominio por el Califato de Córdoba.
Tras la conquista de Cuenca en 1177 por Alfonso VIII, las fronteras recién adquiridas por Castilla permanecían inestables. Eran zonas sin justicia donde la orografía del terreno permitía la rapacería de tropas y milicias, caballeros, aventureros y saqueadores. Las incursiones o correrías árabes sin más objeto que el botín, denominadas “razzias”, iban siendo diezmadas por las cabalgadas del Concejo de Cuenca debilitando la fuerza musulmana y despojándola de sus riquezas. La estrategia de los cristianos desde Cuenca se basaba en una voluntad de ocupación. Tener fortalezas por encima de los ríos permitiría abatirse enseguida sobre la llanura amenazando los territorios almohades. Alrededor del 1180 el desarrollo de las ofensivas cristianas obtuvo una serie de conquistas incorporando Alarcón en el 1182, Moya en 1183 e Iniesta en 1186. Entre 1182 y 1183 los castellanos alcanzarían el curso del Cabriel, en territorio plenamente montañoso, y lo remontaron sobrepasando las antiguas fronteras musulmanas con la repoblación de Moya. En este contexto se sitúa la conquista cristiana de Enguídanos.
La situación volvió a convertirse en inestable tras la batalla de Alarcos y las incursiones almohades de 1197, que afectaron a Huete, Uclés, Cuenca, Alarcón y la Alcaraz ya conquistada. Poco después, se firmarían las treguas y se alejó el peligro del sureste conquense. Quedaba Enguídanos en zona fronteriza que, incluso tras la batalla de las Navas de Tolosa, aún lindaba con una Mira musulmana que hasta el 1214 no se lograría conquistar.
A finales del siglo XII, la tierra dependiente de la ciudad de Cuenca, según la Crónica General, llegaba desde el río Tajo hasta los confines de Víllora al sureste y de Iniesta al Sur. Desde 1185 que Cuenca recibió su Fuero, la ciudad y su milicia se encargarán de organizar el poblamiento de los territorios diseminados, entre los que se encontraba Enguídanos. Para la gestión y explotación general del territorio, el rey Alfonso VIII se apoyaría ante todo sobre el poder eclesiástico , especialmente en el Obispado de Cuenca y en la Orden de Santiago. 
Por otra parte, no hay que olvidar que la conquista de Cuenca se realizó por una coalición cristiana derivada del pacto de Tudela de 1151, que reunía los ejércitos castellano y aragonés, los ejércitos de numerosas villas, las Órdenes Militares y tropas venidas del sur de Francia. El origen tan diverso de esta coalición y el carácter fronterizo de estas tierras, provocará también una diversidad en la repoblación, con castellanos del norte, algunos de Burgos, Álava o La Rioja, y la existencia posterior de apellidos de origen navarro o aragonés. 
La conquista de Alarcón en 1184 por Castilla y su repoblación posterior reforzó extraordinariamente la línea fronteriza que protegía Cuenca, pero significó un potente freno para la expansión de esta ciudad, pudiendo anexionarse los territorios situados más al este como Campillo de Altobuey, Enguídanos o Iniesta. La vinculación de Enguídanos con Campillo de Altobuey, más allá de su proximidad, se pone de manifiesto cuando el rey Alfonso VIII otorga tierras y posesiones en el lugar de Campillo de Altobuey y otros pueblos próximos a Alonso de Xaraba, noble aragonés que había colaborado en la conquista de Cuenca. 
En el siglo XIV el territorio de Enguídanos y Campillo de Altobuey se convertirá en un apéndice de la ciudad de Cuenca hasta el Cabriel no exento de conflictos con los territorios con los que limitaba el Marrquesado de Villena, el Señorío de Moya, los territorios de Requena, Paracuellos (propiedad del Obispado de Cuenca) y Mira, por entonces villa de realengo. Asimismo, Enguídanos será para Cuenca un territorio de estimable valor por su situación y su riqueza.
A mediados del siglo XIV y el XV, los conflictos con el Marquesado de Villena fueron frecuentes. Hubo enfrentamientos entre la tierra de Cuenca y Alarcón, perteneciente al Marquesado de Villena. En el año 1443, el Concejo de Cuenca tendrá un conflicto con Sancho de Jaraba, hijodalgo de Campillo de Altobuey y alcaide de la fortaleza de Enguídanos. Sancho de Jaraba tenía el castillo de Enguídanos abandonado bajo la custodia de un pastor, y se negaba a devolverlo a la ciudad de Cuenca, a quien pertenecía por hallarse dentro de sus territorios. El proceso de la devolución del castillo se prolongará hasta la cesión del mismo a su próximo alcaide Rodrigo de Escobar. Es en este periodo cuando el rey Enrique IV donará Enguídanos al Obispo Lope Barrientos, según consta en las Relaciones.

### Edad Moderna
Antes de recibir el título o condición de villa en el siglo XVI, Enguídanos fue aldea, dependiente de la ciudad de Cuenca. De ella recibirá su ordenamiento jurídico, el Fuero de Cuenca, con el que se regirá.
Más avanzado en el tiempo, Enguídanos también se vio afectado por la guerra civil castellana entre los partidarios de Isabel la Católica y Juana la Beltraneja. Los conflictos con el Marquesado de Villena no serán pocos, ya que apoyaba a Juana la Beltraneja. De igual modo, también fue territorio en conflicto con la Revuelta de los Comuneros, donde Enguídanos, perteneciente a Cuenca, se pondrá por la subordinación a ésta del lado de los comuneros, aunque su resistencia será menor y pronto cederá a las pretensiones del emperador Carlos V.
El siglo XVI es un siglo importante para Enguídanos, ya que consigue el título de villazgo. Esta condición de villa de realengo la dotaba de un gobierno propio, no dependiente de Cuenca, sino del Rey y tendrá su propio Concejo, rigiéndose por el Fuero Local. Aunque no se disponga de la Carta de Villazgo que debía otorgarle el propio Rey, sí se sabe el momento histórico en que aconteció: en 1555, durante el reinado del emperador Carlos V.
Gran parte de la historia de Enguídanos se debe a las Relaciones Topográficas relaboradas por Felipe II. Este Rey promovió entre 1579 y 1581 y proporcionó una información detallada de la población, economía e historia de unas seiscientas poblaciones. Dentro de estas Relaciones Topográficas del Obispado de Cuenca, recogidas por Julián Zarco Cuevas, se hallan las referentes a Enguídanos. Este documento tiene gran relevancia si tiene en cuenta que hasta  el siglo XV en España se estaban utilizando mapas elaborados a partir de la Geográfica de Ptolomeo del siglo II d. C. En estas Relaciones se describe con detalle las características del término de Enguídanos, de donde se dice que tenía unas condiciones ideales para el desarrollo: sus ríos, de donde se pescaban truchas y anguilas; su ganado, el que podía pastar por el valle del Cabriel; y el cultivo de trigo, cebada y avena. Las numerosas eras que aún se conservan para la trilla y recogida de las mismas y los molinos que estaban junto al río dan fe de la abundancia de estos cereales. La tierra, además, era abundante en leña. Respecto a la riquieza minera de la zona, siempre ha sido emportante, especialmente por las minas de yeso y de sal. En el capítulo veintitrés se cita que “la tierra es abundante de sal, porque hay salinas de agua en esta jurisdicción y la de piedra están en el mojón”. También se decía de Enguídanos que en su término se empezó a desarrollar un núcleo, la Pesquera, aprovechando comercialmente el paso de lo que será el Camino Real por su término. El tráfico de carros, comerciantes, y andantes le servirá para establecer servicios de fonda y posada, y para comercializar el propio mercado local. Hay constancia de que el propio emperador Carlos V ya pasaba por estos lugares en sus viajes hacia Valencia. Finalmente, en el capítulo treinta y tres de las Relaciones se dice que ha habido en Enguídanos hombres de letras: un obispo de Ávila entre 1293 y 1312, natural de este pueblo; y el capitán Alonso de Barajas, muerto en Flandes en el año 1578 al servicio del rey.

### SiglosXVIIIyXIX
El inicio de la Edad Contemporánea que da paso a los siglos XVIII, XIX y XX son muy complejos, y en especial para este municipio ya que no son muchos los estudios publicados sobre Enguídanos en estos siglos. A pesar de ello, sí se pueden referenciar cómo los hechos históricos que se sucedieron en España afectaron en particular a este municipio.
En el siglo XVIII, Enguídanos, junto con La Pesquera, Torremayor, Botua y Cubillos, formaba parte de un señorío perteneciente al conde de la Roca, don Vicente Javier de Vera y Ladrón de Guevara, y debió ser a mediados de este siglo cuando La Pesquera se segrega de Enguídanos como pueblo, aunque seguirá siendo su anejo (al menos en cuestiones eclesiásticas según Madoz).
En el Catastro de la Ensenada de 1752 se dice que “en este término hay tierras de regadío para hortaliza: cáñamo y nabos, tierra para producir trigo, cebada, centeno, y avena: para viñas, y para producir fruta, tierras para producir pasto de los ganados mayores, y menores; y para producir pinos, carrascas y otras fustas”. También se menciona la existencia de tres molinos: dos en la Hoz del Agua de Doña María Antonia Segunda de Luján y el del Golpecillo que pertenece al Concejo de Campillo de Altobuey. El Censo de Floridablanca de 1787 fija en 722 el número de personas que habitaban Enguídanos (371 hombres y 351 mujeres): un cura, un beneficiado, un sacristán, 8 hijosdalgos, un escribano, 2 estudiantes, 40 labradores, 12 jornaleros, 11 artesanos, 97 criados, 2 del fuero militar y 546 entre menores y personas sin oficio definido.
Durante el reinado de Fernando VII, Enguídanos tomó parte en la Guerra de Independencia Española por la derogada Constitución de Cádiz. Desde Moya, varios realistas de Landete, Santa Cruz y Enguídanos, en el lugar de La Cortina (bajo el actual puente de la estación de Enguídanos), atacaron a los voluntarios constitucionalistas de Villargordo y La Mancha, causándoles muchas pérdidas. Después se refugiaron en Enguídanos a la espera de nuevos acontecimientos.
En el séptimo tomo del diccionario de Madoz, se dice que “A la inmediación de un antiguo castillo casi derruido que domina al pueblo por la parte del N., se encuentra una ermita titulada Ntra. Sra. Del Castillo, que fue la primitiva parroquia de la villa; hay, además, otras cuatro ermitas: la de S. Blas dentro de la población, la de Sta. Lucía a su salida en dirección de La Pesquera; la de S. Roque a pocos pasos de distancia de la anterior, y la de Sta. Quiteria, a una legua del pueblo. El vecindario, para los usos de la vida, se surte del agua de varias fuentes que nacen poco distantes de la villa.” Posteriormente, sabemos de la existencia de dos ermitas más, la de San Cristóbal cerca del actual cementerio y la de San Miguel, próxima al Atochar junto al camino de la Vega al Castil de Olivas. También se dice que “El terreno es montuoso, y de los almudes de que consta apenas se destinan al cultivo 8.600; plantados de viñas se hallan 270 y 360 de olivos, que se riegan con las aguas del Cabriel y otras fuentes; 46.466, aunque incultos, producen buenos pastos, y los 50.641 restantes los ocupan la población, los caminos, las ramblas y peñascos, que sólo dan romeros, coscojas, pinos y carrascas.(…) La producción, en el año común del último quinquenio se han cogido 6.000 fanegas de todos cereales, cantidad nada insignificante si se atiende a que apenas se siembra la tercera parte del terreno; 2.400 arrobas de vino, 130 de aceite, 5.000 de patatas, 800 de ciruelas, 30 de peras, 110 de cerezas, 35 libras de azafrán, 200 arrobas de judías, 120 de cáñamo, 100 de miel, frutas y legumbres. Críanse, además, 440 corderos, 110 cabritos, 10 becerros y 45 cerdos; hay muchas liebres y conejos, algunos ciervos y corzos, y no pocos lobos y zorros. La población es de 204 vecinos, 758 almas.”
Otro de los acontecimientos importantes para la historia del municipio son las guerras carlistas, ya que los partidarios de Carlos María Isidro habían tomado varias plazas de la Serranía Conquense, siendo una de las más importantes la de Salvacañete. Los pueblos cercanos a esta zona eran víctimas de los saqueos que realizaban las columnas carlistas con el fin de recoger víveres y voluntarios para la causa carlista. Entre febrero y julio la prensa de la época recoge varias acciones de la partida realista de Salvacañete comandada por el sargento Manuel Perea, una de ellas de un enfrentamiento en Enguídanos:

“El capitán general de Castilla la Nueva manifiesta en 5 de junio en referencia al comandante general de Guadalajara, que el sargento Manuel Perea, con la partida de su mando, compuesta de movilizados de Salvacañete, sorprendió en los pueblos de Enguídanos y La Tova unas partidas facciosas, habiendo dado muerte en el primero a un capitán, un sargento y dos soldados; y en el segundo a un teniente, un sargento y seis de la última clase, cogiéndoles nueve caballos o yeguas, tres lanzas, tres sables y seis armas de fuego, habiéndose presentado además en Cuenca procedentes de Beteta tres facciosos”.

### SigloXX

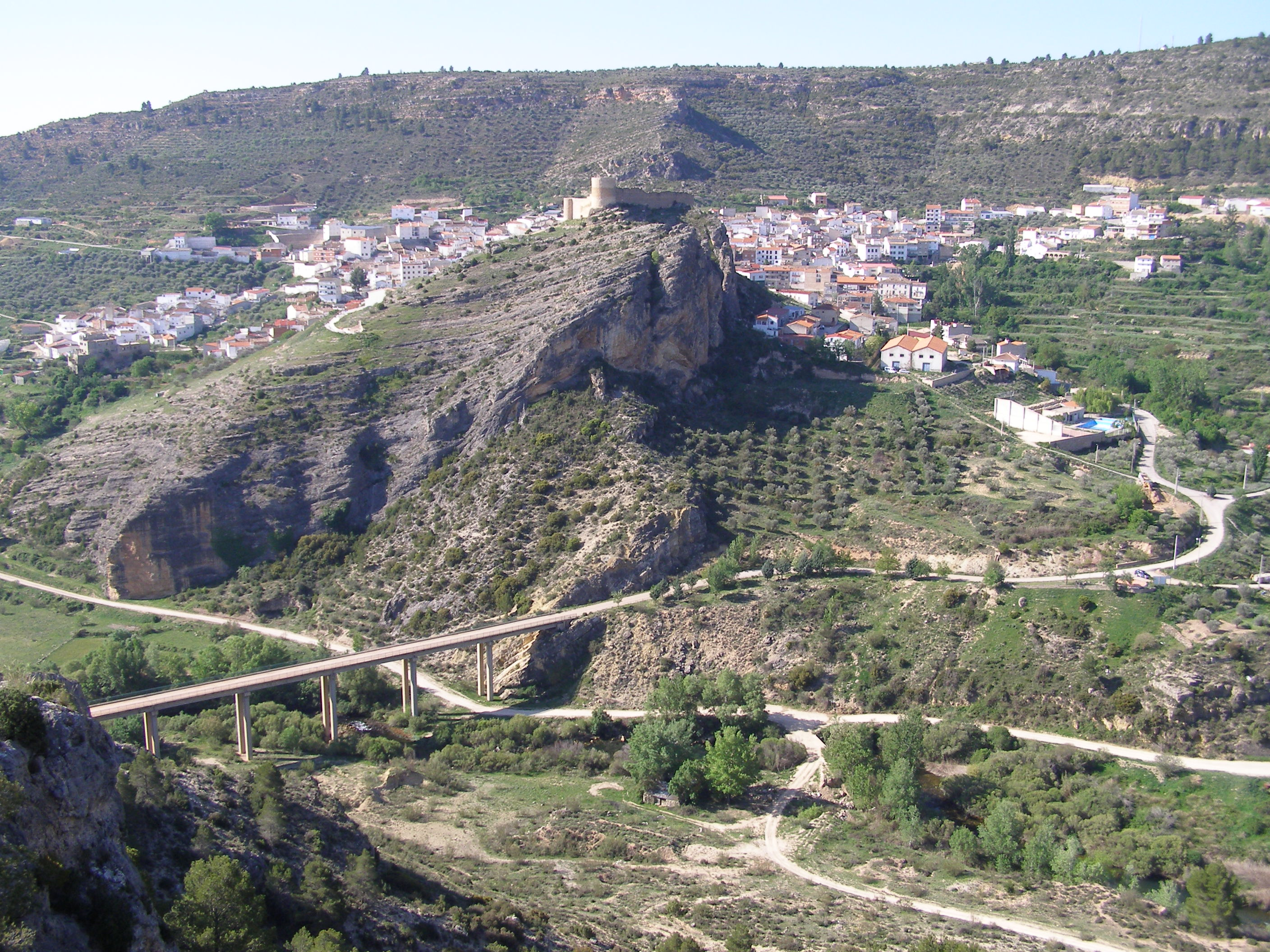
Enguídanos

Otros de los acontecimientos más importantes para la historia de Enguídanos es la construcción del Puente de La Cortina, Viaducto "Torres-Quevedo", uno de los viaductos más importantes para la línea ferroviaria que unía  Madrid y Valencia, y que actualmente une Aranjuez con Valencia. El primer proyecto de construcción de un viaducto que permitiese el paso del ferrocarril de Cuenca a Utiel sobre el río Narboneta fue presentado en 1935, en la Segunda República, por el ingeniero Gonzalo Torres-Quevedo, siendo aprobada de inmediato su propuesta. En un principio el puente estaría constituido por ocho arcos de 12 metros de luz en el acceso hacia Cuenca; 14 arcos de 30 metros de luz, con armaduras rígidas en la parte central, y otros dos arcos de 12 metros de luz en los accesos del puente en dirección a Utiel. El inicio de la guerra civil española paralizó las obras, aunque por entonces ya se había efectuado el acopio de las armaduras rígidas previstas para la ejecución de los arcos con hormigón armado. La obra que se acometió finalmente se debe al proyecto reformado firmado por Demetrio Ullastres, ya en 1947, siendo inaugurado por el general Francisco Franco.
Al mismo tiempo que tenía lugar la construcción de este viaducto, se creó también la estación de ferrocarril de Enguídanos, construida también en la Segunda República, pero no fue hasta un 24 de julio de 1942 cuando llegó el ferrocarril, siendo inaugurada cinco años más tarde, el 25 de noviembre de 1947, una vez que se completó la línea bajo el mando de RENFE.

## Demografía
Enguídanos cuenta con una población de 294 habitantes (INE 2024).
| Gráfica de evolución demográfica de Enguídanos entre 1842 y 2021                                                    |
| |
| Población de derecho según los censos de población del INE Población de hecho según los censos de población del INE |

La población de Enguídanos ha ido disminuyendo considerablemente entre 1996 y 2020, reduciéndose de 554 a 313 habitantes según el INE. Este descenso de debe al éxodo rural a ciudades cercanas al municipio como Cuenca, Valencia o Madrid. El municipio sufre desde 2009 una fuerte despoblación, reduciendo la tasa demográfica.

## Símbolos

### Escudo
El escudo actual del municipio de Enguídanos está basado en algunos de los elementos que más identifican su paisajística y su pasado histórico, unido al reino de Castilla. El escudo está partido en tres cuerpos: en el lado izquierdo se dibuja un castillo sobre el fondo rojo, en relación con el histórico castillo-fortaleza del municipio; la parte derecha porta una vasija roja sobre un fondo amarillo; también aparece en la parte inferior unas olas azules sobre un fondo blanco, en referencia a la amplia hidrografía que baña el término municipal, especialmente el río Cabriel. El escudo está timbrado por una corona real cerrada. 

### Himno
La letra es obra de Jesús de Frías Luján y la música del compositor Ramiro Domínguez Somonte. La composición del himno se realizó en 2009.
El texto consta de tres estrofas:
| De las hoces a la Vega, del Perejil a la Maza, tus fuentes son las que trazan el mapa de nuestras venas. El Salto de las Chorreras, Puente de Hierro y La Lastra, se funden junto a las eras donde trillaron las pajas. Enguídanos, cuna y vergel, entre montes y el Cabriel (Estribillo) | Del Pozuelo a Gibraltar, del Batanejo a los Baños, la Peña de la Horadá repite el cantar de Mayos. Por ti San Roque y San Blas, con la Virgen de Tejeda, protegen al que se queda y esperan al que se va. Enguídanos, cuna y vergel, entre montes y el Cabriel (Estribillo) | Enguídanos pueblo amado, hospitalario y gentil, el canto que has escuchado quiso nacer para ti. Enguidanenses gritamos con voz potente y tesón: "Enguídanos te llevamos grabado en el corazón". Enguídanos, cuna y vergel, entre montes y el Cabriel (Estribillo 2 veces) |

## Ayuntamiento
|       |                                          | Partido político                         | 2019                                     | 2019   | 2019       | 2015   | 2015       | 2011   | 2011       | 2007   | 2007 |
| Votos | Votos                                    | Partido político                         | Concejales                               | Votos  | Concejales | Votos  | Concejales | Votos  | Concejales |        |      |
| ----- | ---------------------------------------- | ---------------------------------------- | ---------------------------------------- | ------ | ---------- | ------ | ---------- | ------ | ---------- | ------ | ---- |
|       | Partido Socialista Obrero Español (PSOE) | Partido Socialista Obrero Español (PSOE) | Partido Socialista Obrero Español (PSOE) | 72,41% | 6          | 74,90% | 6          | 67,36% | 6          | 76,95% | 6    |
|       | Partido Popular (PP)                     | Partido Popular (PP)                     | Partido Popular (PP)                     | 21,67% | 1          | 22,27% | 1          | 30,99% | 2          | 22,12% | 1    |

| Periodo   | Nombre                                                              | Partido       |
| --------- | ------------------------------------------------------------------- | ------------- |
| 1979-1983 | Felipe Murciano                                                     | UCD           |
| 1983-1987 | Luis Luján De Fez                                                   | Independiente |
| 1987-1991 | Rafael Torrella Sahuquillo                                          | PSOE          |
| 1991-1995 | Rafael Torrella Sahuquillo                                          | PSOE          |
| 1995-1999 | José Vicente Antón Antón                                            | PSOE          |
| 1999-2003 | José Vicente Antón Antón                                            | PSOE          |
| 2003-2007 | José Vicente Antón Antón                                            | PSOE          |
| 2007-2011 | José Vicente Antón Antón                                            | PSOE          |
| 2011-2015 | José Vicente Antón Antón, Sergio de Fez Cerezuela (desde oct. 2012) | PSOE          |
| 2015-2019 | Sergio de Fez Cerezuela                                             | PSOE          |
| 2019-2023 | Sergio de Fez Cerezuela                                             | PSOE          |

## Transportes

### Carreteras
| Punto de salida | Identificador                         | Tipo                           | Itinerario | Longitud | Tiempo |
| --------------- | ------------------------------------- | ------------------------------ | --- | -------- | ------ |
| Cuenca          | N-305 CM-211 CU-V-5014                | Carretera secundaria           | Se accede desde Cuenca a Enguídanos tomando la N-320, carretera de Almodóvar del Pinar. Se enlaza después con la CM-211, carretera de Campillo de Altobuey y a continuación, se toma la carretera CU-V-5014 quedando el municipio a 19 km.                                                      | 85,2 km  | 1h 18m |
| Valencia        | A-3 / E-901 CM-211 CU-V-5014          | Autovía y carretera secundaria | Desde Valencia, se accede a Enguídanos por la A-3/E-901; después se toma la salida 242 hacia Minglanilla/Cuenca, enlazando con la carretera CM-211 hasta llegar al Campillo de Altobuey con la carretera CU-V-5014, que nos llevará hasta el municipio.                                         | 156 km   | 1h 46m |
| Albacete        | E-903/A-31 CM-220 CM-211 CU-V-5014    | Autovía y carretera secundaria | Desde Albacete, se accede a Enguídanos por la E-903/A-31, hasta La Gineta, y se toma la carretera CM-220 hasta Motilla del Palancar, desde donde se coge la carretera CM-211, carretera de Campillo de Altobuey y a continuación, se toma la carretera CU-V-5014 quedando el municipio a 19 km. | 107 km   | 1h 24m |
| Teruel          | N-330 CM-215 CM-2200 CM-2109 CUV-5014 | Carretera secundaria           | Desde Teruel, se accede a Enguídanos por la carretera N-330 hasta Landete, donde se toma la carretera CM-2015 y después la carretera CM-2200 hasta Mira, desde donde se coge la carretera CM-2109 hasta Cardenete, tomando la CUV-5014 hasta Enguídanos.                                        | 139 km   | 2h 9m  |
| Madrid          | A-3/E-901 CM-2202 CU-V-5014           | Autovía y carretera secundaria | Desde Madrid, se accede a Enguídanos por la A-3/E-901; después se toma la salida 212 con dirección Motilla del Palancar; de aquí a Campillo de Altobuey por la CM-2202; y después por la carretera CU-V-5014 hasta llegar al municipio.                                                         | 252 km   | 2h 38m |

## Patrimonio

### Patrimonio cultural
- Castillo-fortaleza del siglo XI.

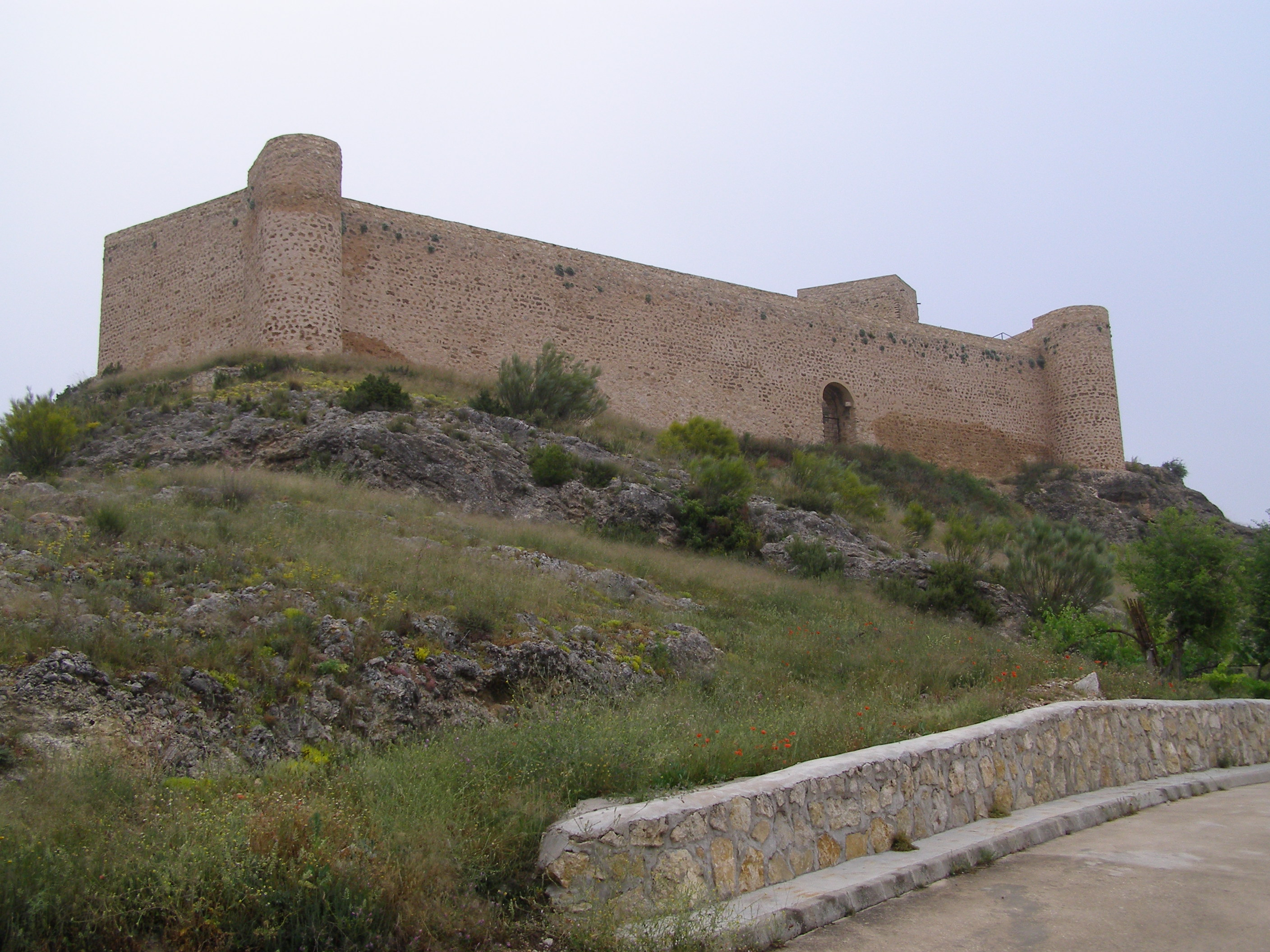
Castillo

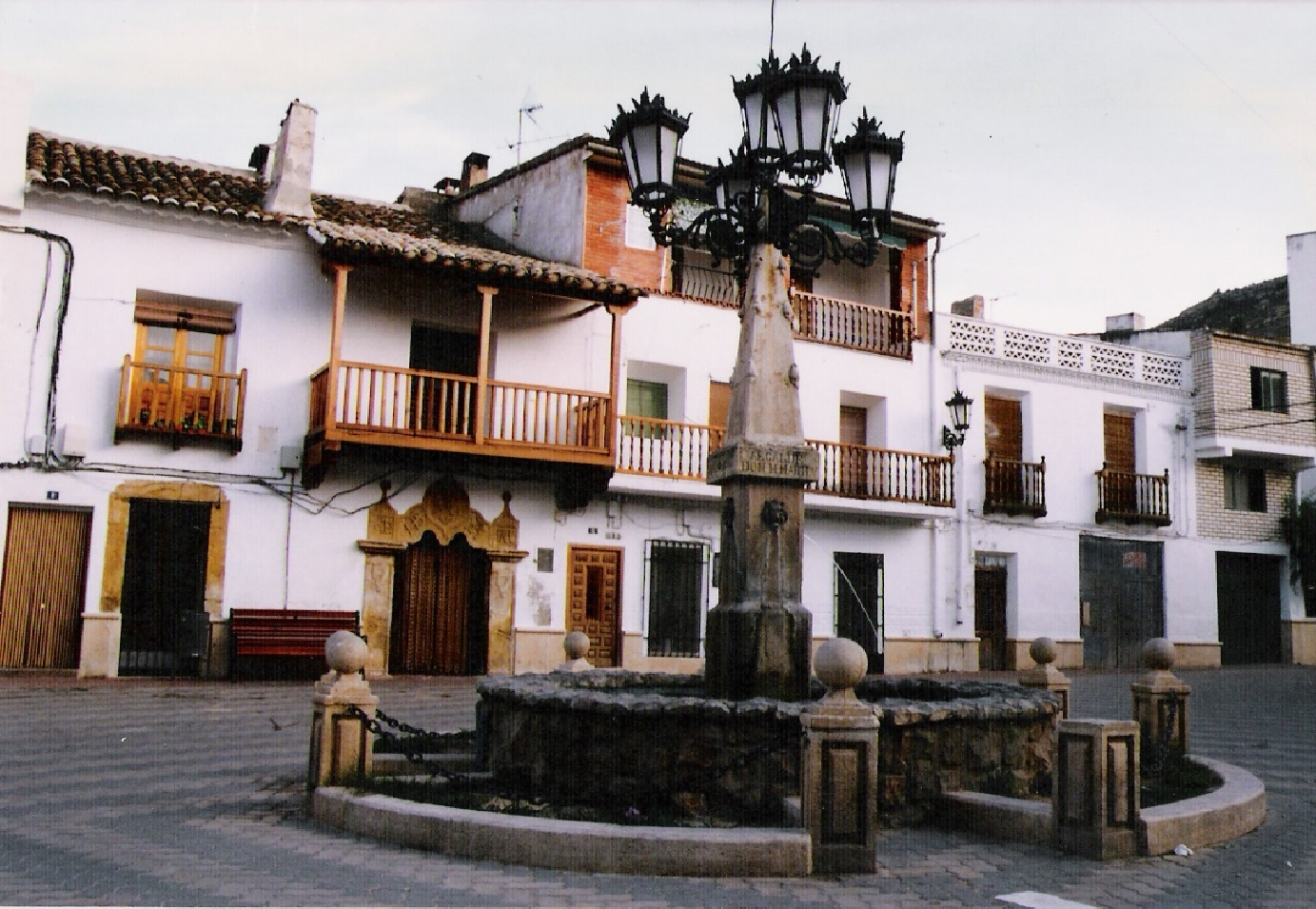
Plaza

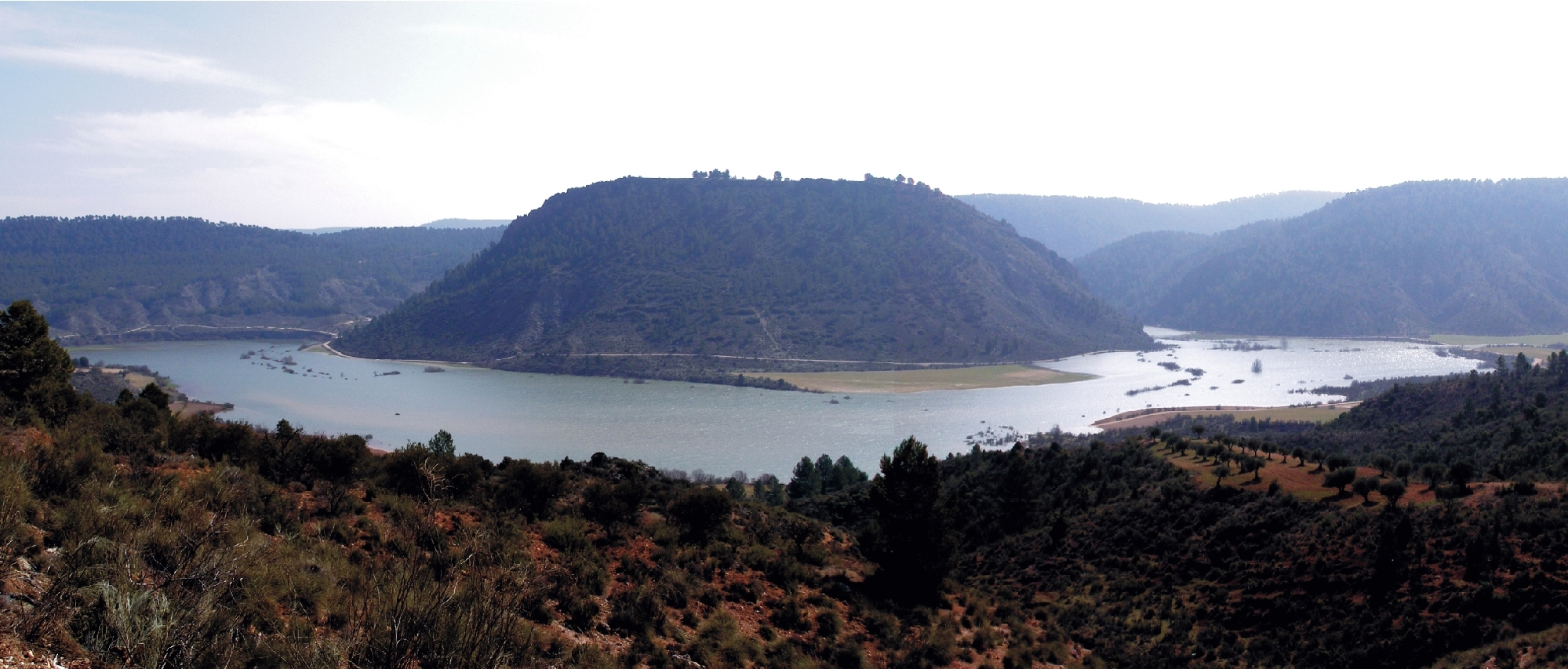
Cabeza Moya y embalse de Contreras

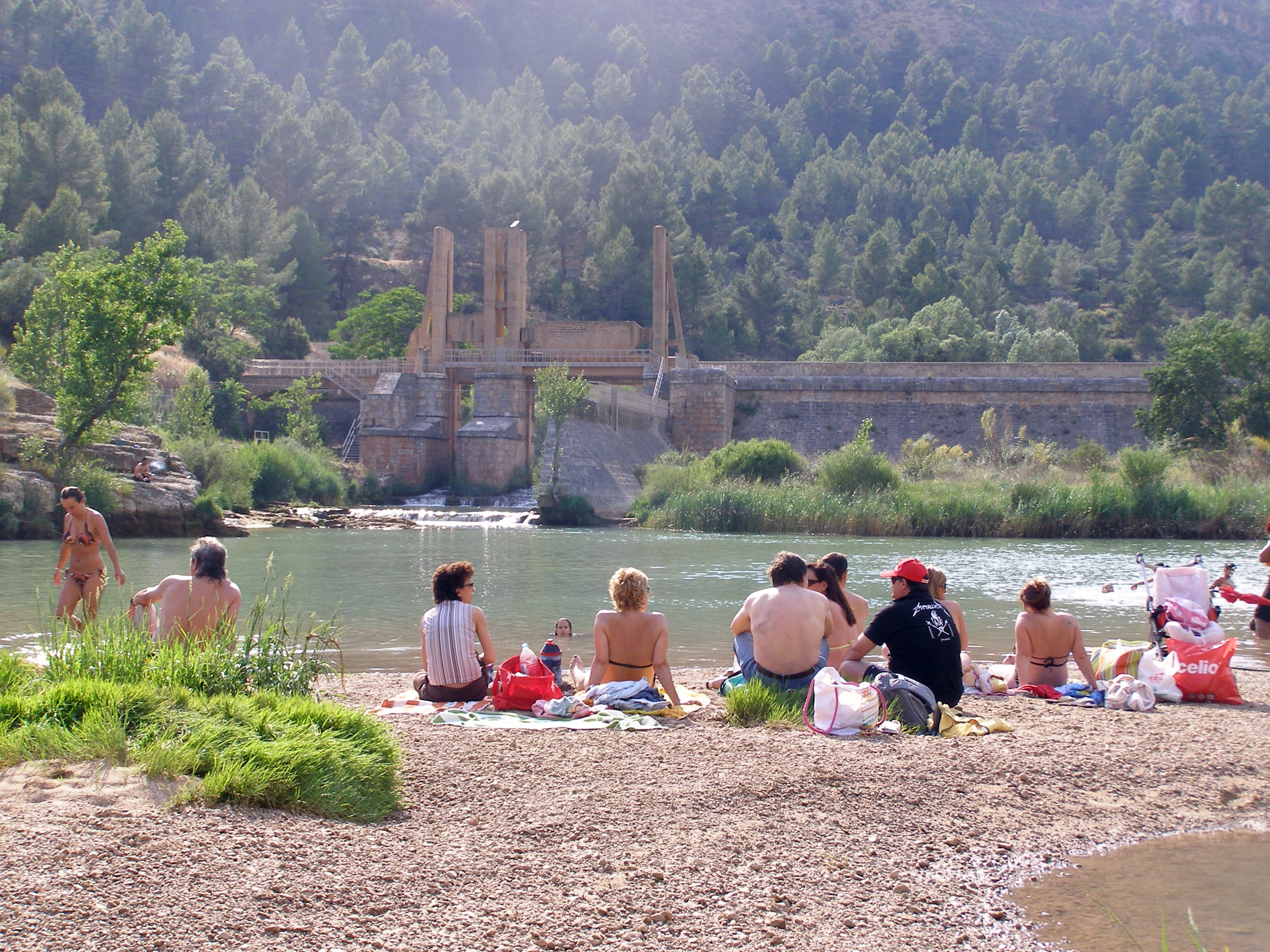
La Playeta

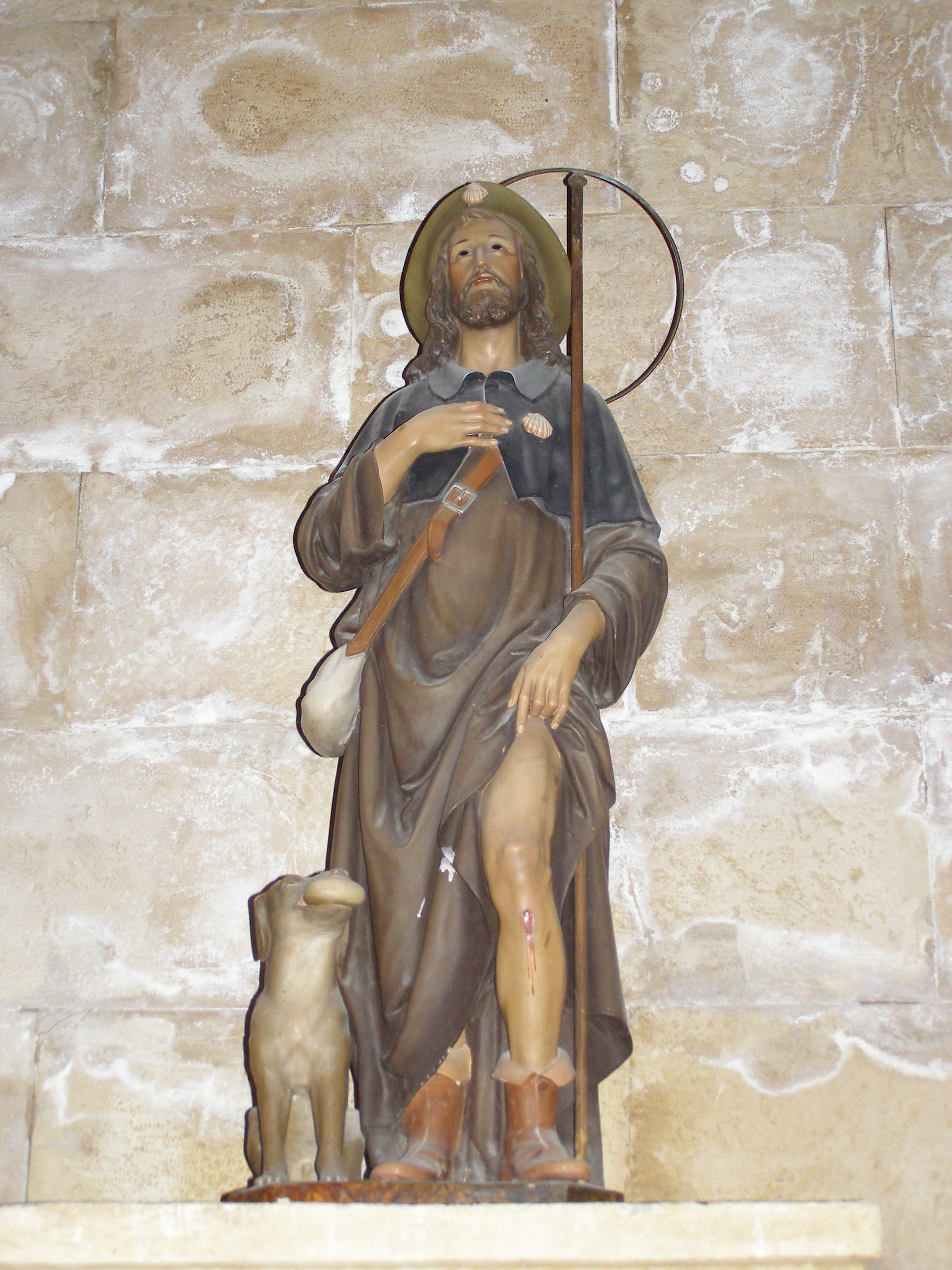
San Roque

- Iglesia de Ntra. Sra. de la Asunción del siglo XVI.
- Plaza Mayor y conjunto urbano.
- Casas Solariegas con escudos blasonados
- Miradores (Mirador de la Virgen, Mirador de El Santo, Mirador de la Cueva, Mirador del GR-66).
- Lavadero público
- Guiton
- Central Hidroeléctrica "Lucas de Urquijo"
- Puente o viaducto de La Cortina
- Embalses (Contreras, Villora y Batanejo)
- Molinos de agua (El Golpecillo, La Lastra, Baltasar)
- Puente romano sobre el Cabriel
- Cabeza Moya

### Patrimonio natural
- Fuentes y Manantiales
- Salto de Agua del Guadazaón
- Hoz del Agua, Hoz Cerrada y Hoz del Río Mira
- El Castil de Olivas
- El Perejil
- Antiguos Baños del Salobral
- Aldea del Charandel
- La Playeta y La Lastra
- Las Chorreras
- Los 5 ríos de Enguídanos

## Fiestas y tradiciones
- Hogueras de San Antón (17 de enero)
- San Blas y La Candelaria (2-3 de febrero)
- Semana Santa
- Los Mayos (30 de abril)
- San Isidro (15 de mayo )
- Encuentro Nacional de los Enguídanos (se celebra cada dos años en los meses de mayo o junio)
- San Roque (14-19 de agosto)
- La Virgen Del Lujan (primer domingo de mayo)
- Fiesta de la Celtiberia: Keltiber (puente del 9 y 12 de octubre)
- Hogueras de la Inmaculada Concepción (8 de diciembre)
- Navidad (24 de diciembre al 1 de enero)
- Otros (Puente de la Constitución, Carnavales, etc.)